# 双角普达蛛
双角普达蛛（学名：Pseudamycus bicoronatus）为跳蛛科普达蛛属的动物。在中国大陆，分布于香港等地。该物种的模式产地在香港。